# George FitzGeorge
Il colonnello George William Adolphus FitzGeorge (Londra, 24 agosto 1843 – Lucerna, 2 settembre 1907) è stato un ufficiale inglese.

## Biografia
George era il figlio di Giorgio, duca di Cambridge, e dell'attrice, Sarah Fairbrother. Dato che i suoi genitori si erano sposati violando il Royal Marriages Act 1772, non era idoneo a succedere a suo padre come duca di Cambridge e insieme ai suoi fratelli non possedeva titoli reali.
Tramite suo padre, era un pronipote di Giorgio III del Regno Unito e cugino di primo grado della regina Mary.

### Carriera
Come il padre, George intraprese la carriera militare entrando nel 20th Hussars. Quando scoppiò la Guerra anglo-egiziana, partì l'Egitto e fu assegnato allo staff personale del generale Sir Garnet Wolseley. Prese parte alla battaglia di Tell al-Kebir. I suoi servizi nella campagna furono menzionati nei dispacci e raggiunse il grado di tenente colonnello. Si ritirò dall'esercito nel 1895.
Nel 1887, era il proprietario del Sunday Times. Su richiesta della regina Vittoria vendette il giornale ad Alice Ann Cornwell.

### Matrimonio
Sposò, il 25 novembre 1885 a Parigi, Rosa Baring (1854–1927), figlia di William Henry Baring e discendente di Sir Francis Baring. Ebbero tre figli:
- Mabel Iris FitzGeorge (23 settembre 1886–13 aprile 1976), sposò in prime nozze Robert Balfour, ebbero un figlio, e in seconde nozze il principe Vladimir Emmanuelovič Galitzin, non ebbero figli[1];
- Georgiana Daphne FitzGeorge (23 febbraio 1889–1 giugno 1954), sposò Sir George Foster Earle, non ebbero figli[1]
- George William Frederick FitzGeorge (12 ottobre 1892-13 giugno 1960), sposò in prime nozze Esther Melina Vignon, non ebbero figli, e in seconde nozze France Bellanger, non ebbero figli[1].

### Morte
Il colonnello FitzGeorge morì all'Eden-House Hotel, a Lucerna il 2 settembre 1907 dopo essere rimasto malato per alcune settimane.

## Ascendenza
|                            |                    |                                     | Genitori                                           |  |  | Nonni |  |  | Bisnonni                    |  |  | Trisnonni            |  |
|                            |                    |                                     |                                                    |  |  |       |  |  | Giorgio III del Regno Unito |  |  | Federico di Hannover |  |
|                            |                    |                                     |                                                    |  |  |       |  |  | Giorgio III del Regno Unito |  |  | Federico di Hannover |  |
|                            |                    | Augusta di Sassonia-Gotha-Altenburg |                                                    |  |  |       |  |  | Giorgio III del Regno Unito |  |  |                      |  |
| Adolfo, duca di Cambridge  |                    |                                     |                                                    |  |  |       |  |  | Giorgio III del Regno Unito |  |  |                      |  |
|                            |                    | Carlotta di Meclemburgo-Strelitz    | Carlo Ludovico Federico di Meclemburgo-Strelitz    |  |  |       |  |  |                             |  |  |                      |  |
|                            |                    | Carlotta di Meclemburgo-Strelitz    | Carlo Ludovico Federico di Meclemburgo-Strelitz    |  |  |       |  |  |                             |  |  |                      |  |
|                            |                    | Carlotta di Meclemburgo-Strelitz    | Elisabetta Albertina di Sassonia-Hildburghausen    |  |  |       |  |  |                             |  |  |                      |  |
| Giorgio, duca di Cambridge |                    | Carlotta di Meclemburgo-Strelitz    |                                                    |  |  |       |  |  |                             |  |  |                      |  |
|                            |                    | Federico d'Assia-Kassel             | Federico II d'Assia-Kassel                         |  |  |       |  |  |                             |  |  |                      |  |
|                            |                    | Federico d'Assia-Kassel             | Federico II d'Assia-Kassel                         |  |  |       |  |  |                             |  |  |                      |  |
|                            |                    | Federico d'Assia-Kassel             | Maria di Hannover                                  |  |  |       |  |  |                             |  |  |                      |  |
| Augusta d'Assia-Kassell    |                    | Federico d'Assia-Kassel             |                                                    |  |  |       |  |  |                             |  |  |                      |  |
|                            |                    | Carolina di Nassau-Usingen          | Carlo Guglielmo di Nassau-Usingen                  |  |  |       |  |  |                             |  |  |                      |  |
|                            |                    | Carolina di Nassau-Usingen          | Carlo Guglielmo di Nassau-Usingen                  |  |  |       |  |  |                             |  |  |                      |  |
|                            |                    | Carolina di Nassau-Usingen          | Carolina Felicita di Leiningen-Dagsburg-Heidesheim |  |  |       |  |  |                             |  |  |                      |  |
| George FitzGeorge          |                    | Carolina di Nassau-Usingen          |                                                    |  |  |       |  |  |                             |  |  |                      |  |
|                            | Robert Fairbrother | …                                   |                                                    |  |  |       |  |  |                             |  |  |                      |  |
|                            | Robert Fairbrother | …                                   |                                                    |  |  |       |  |  |                             |  |  |                      |  |
|                            | Robert Fairbrother | …                                   |                                                    |  |  |       |  |  |                             |  |  |                      |  |
| John Robert Fairbrother    | Robert Fairbrother |                                     |                                                    |  |  |       |  |  |                             |  |  |                      |  |
|                            |                    | …                                   | …                                                  |  |  |       |  |  |                             |  |  |                      |  |
|                            |                    | …                                   | …                                                  |  |  |       |  |  |                             |  |  |                      |  |
|                            |                    | …                                   | …                                                  |  |  |       |  |  |                             |  |  |                      |  |
| Sarah Fairbrother          |                    | …                                   |                                                    |  |  |       |  |  |                             |  |  |                      |  |
|                            |                    | Thomas Freeman                      | …                                                  |  |  |       |  |  |                             |  |  |                      |  |
|                            |                    | Thomas Freeman                      | …                                                  |  |  |       |  |  |                             |  |  |                      |  |
|                            |                    | Thomas Freeman                      | …                                                  |  |  |       |  |  |                             |  |  |                      |  |
| Roberta Freeman            |                    | Thomas Freeman                      |                                                    |  |  |       |  |  |                             |  |  |                      |  |
|                            |                    | …                                   | …                                                  |  |  |       |  |  |                             |  |  |                      |  |
|                            |                    | …                                   | …                                                  |  |  |       |  |  |                             |  |  |                      |  |
|                            |                    | …                                   | …                                                  |  |  |       |  |  |                             |  |  |                      |  |
|                            |                    | …                                   |                                                    |  |  |       |  |  |                             |  |  |                      |  |